# Giorgio Doria (senatore)
Giorgio Doria (Genova, 5 gennaio 1800 – Genova, 23 gennaio 1878) è stato un politico italiano.

## Biografia
Figlio del marchese Ambrogio, conte di Montaldeo, e di Pellina Pallavicini, studia in Francia presso il Prytanée national militaire, prestigiosa accademia militare situata a La Flèche. 
Terminati gli studi viaggia in Europa, dall'Inghilterra ai Paesi Bassi, dalla Germania alla Danimarca, da Pietroburgo a Vienna.
Rientrato in Italia sposa, il 5 novembre 1823, Teresa Durazzo, figlia del marchese Marcello, e da lei ha quattro figli: Ambrogio, Marcello, Andrea e Giacomo, il celebre naturalista.
I due giovani sposi condividono le stesse idee liberali e patriottiche e insieme evolvono verso la politica riformatrice.
Nel 1830 è sospettato di essere carbonaro. Nel 1846 è comunque attestato su posizioni liberal moderate e filomonarchiche e l'anno successivo 
sostiene le manifestazioni a favore di Pio IX e Carlo Alberto, della libertà di stampa e della guardia civica.
Sostiene i moti del 1848, ma opponendosi alle tendenze repubblicane, municipalistiche, antipiemontesi e ribadendo la necessità di uno Stato forte ed unito sotto la monarchia.
Nel 1848 da re Carlo Alberto è nominato senatore del Regno, mandato che manterrà fino alla sua morte nel 1878.
È stato Consigliere comunale di Genova, Consigliere e vicepresidente del Consiglio provinciale di Genova, membro della Deputazione provinciale. 
Dal 1848 Capitano della Guardia civica e Regio commissario a Genova, Presidente dell'Amministrazione dell'Albergo dei poveri della sua città.
Deluso dagli sviluppi della politica, si occupa dell'amministrazione del suo vasto patrimonio immobiliare, comprendente proprietà a Genova, La Spezia Milano e Lorenteggio, Montaldeo, Tortona, Mornese, Pecorara.
Nel suo ultimo intervento in Senato, nel 1870, sostiene la necessità dell'apertura della linea ferroviaria La Spezia-Parma.